# Якименко, Семён Семёнович
Семён Семёнович Якименко (27 сентября 1914, деревня Васильевка, теперь город Васильевского района Запорожской области — ?) — сталевар завода «Запорожсталь», заслуженный металлург УССР (1963), почётный гражданин Запорожья. Депутат Верховного Совета УССР 4-го созыва (1955—1959). Кандидат в члены ЦК КПУ в 1952—1956 г. Член ЦК КПУ в 1956—1960 г.. Делегат XX съезда КПСС (1956).

## Биография
Родился в крестьянской семье. Работал в хозяйстве отца. Окончил семилетнюю школу.
С 1930 г. — грузчик, слесарь по сборке комбайнов запорожского завода «Коммунар», дежурный железнодорожной станции. Два года служил в Красной армии. С 1938 года работал сталеваром электропечи на запорожском заводе качественных сталей «Днепроспецсталь».
Участник Великой Отечественной войны. Служил командиром орудия, командиром взвода 1079-го зенитно-артиллерийского полка Ростовского корпусного района противовоздушной обороны.
Член ВКП(б) с 1945 года.
После контузии демобилизован из Советской армии. Работал сталеваром металлургического завода «Красный Сулин» в Ростовской области.
В 1949—1969 г. — сталевар, мастер мартеновского цеха завода «Запорожсталь». Более 10 раз ему присваивали звания «Лучший сталевар», «Лучший мастер СССР». Был инициатором комплексного улучшения процессов выплавки стали, что достигалось объединением усилий тружеников всей цепочки: шихтовщиков, сталеваров, разливщиков, крановых машинистов, железнодорожников. Якименко участвовал в консультациях между производственниками и учёными Москвы и Днепропетровска. В 1952 году инициаторы комплексного соревнования за скоростное сталеварение Якименко, Мартынов, Небылицин выплавили на типовой печи за год 176 тысяч тонн стали, что являлось тогда значительным достижением.
Затем — директор базы отдыха завода «Запорожсталь».
На пенсии в городе Запорожье.

## Звание
- лейтенант

## Награды
- орден Трудового Красного Знамени (за высокие показатели в выполнении семилетнего плана)
- орден Отечественной войны 2-й ст. (6.04.1985)
- заслуженный металлург Украинской ССР (1963)
- Почётный гражданин города Запорожье. Звание присвоено решением Запорожского городского совета № 506 от 4 ноября 1968 года[10].